# Черепаха Бландінґа
Черепаха Бландінґа (Emydoidea blandingii ) — єдиний вид черепах з роду Американські болотні черепахи родини Прісноводні черепахи. Отримала назву на честь американського натураліста Вільяма Бландінґа.

## Опис
Загальна довжина коливається від 18 до 27 см. Доволі за розмірами і забарвленням з європейською болотною черепахою. Карапакс її того ж темно-—оливкового кольору з дрібними світлими цятками, а черевний щит зазвичай світліший. Крім того, у дорослих особин він настільки рухливий у поперечній зв'язці, що може підтягуватися, щільно закриваючи передній та задній отвори панцира при втягнутих кінцівках. За таку здатність цю черепаху іноді називають «напівкоробчастою».

## Спосіб життя
Полюбляє різноманітні дрібні малопроточні водойми, часто виходить на сушу, де не тільки гріється на сонці, але і здобуває їжу. Харч її різноманітний, з перевагою ракоподібних і комах. Рибу вона поїдає у незначній кількості. Рослини також складають невелику частку раціону цієї черепахи.
Статева зрілість настає у 14—20 років. Парування спостерігається протягом всього активного періоду — з березня по жовтень. У червні самки відкладають по 6—12 яєць, з яких до вересня виводяться молоді черепашки, що залишаються під землею до весни.
М'ясо цих черепах доволі смачне, місцеві жителі ловлять їх, вживають в їжу та продають на міських ринках.
Тривалість життя до 80 років.

## Розповсюдження
Мешкає у канадських провінціях: Онтаріо, Квебек, Нова Шотландія, американських штатах: Мічиган, Пенсільванія, Огайо, Індіана, Іллінойс, Вісконсин, Айова, Міннесота, Небраска, Міссурі, Нью-Йорк, Коннектикут, Род-Айленд, Массачусетс, Нью-Гемпшир, Мен.